# NGC 6647
NGC 6647 – gromada otwarta znajdująca się w gwiazdozbiorze Strzelca. Odkrył ją William Herschel 18 czerwca 1784 roku. Według niektórych źródeł obiekt ten to asteryzm bądź chmura gwiazd Drogi Mlecznej.